# Tony Evers
Anthony Steven Evers (* 5. listopadu 1951, Plymouth, Wisconsin) je americký politik a bývalý učitel. Od roku 2019 působí jako guvernér státu Wisconsin. Je členem Demokratické strany.
Dne 23. srpna 2017 oznámil svou kandidaturu na guvernéra Wisconsinu, čímž vyzval úřadujícího republikána Scotta Walkera, který v tu dobu funkci vykonával už druhým funkčním obdobím. Walker byl považován za zranitelného kandidáta a byl kritizován za svou vzdělávací politiku. Evers vyhrál demokratické primárky v srpnu 2018. Bývalý státní zástupce Mandela Barnes vyhrál primárky na post náměstka guvernéra a stal se Eversovým kandidujícím partnerem. Tato dvojice ve volbách porazila protikandidáty Scotta Walkera s náměstkyní Rebeccou Kleefischovou.